# Phalops lutatus
Phalops lutatus är en skalbaggsart som beskrevs av D'orbigny 1902. Phalops lutatus ingår i släktet Phalops och familjen bladhorningar. Inga underarter finns listade i Catalogue of Life.